# Larix decidua
Pour l’article homonyme, voir Pin de Briançon.
Espèce
Classification phylogénétique
Statut de conservation UICN

 LC  : Préoccupation mineure
Répartition géographique
Le Mélèze d'Europe, ou Mélèze commun (Larix decidua) est une espèce d'arbres du genre Larix et de la famille des Pinaceae. Il est parfois appelé Pin de Briançon.

## Description

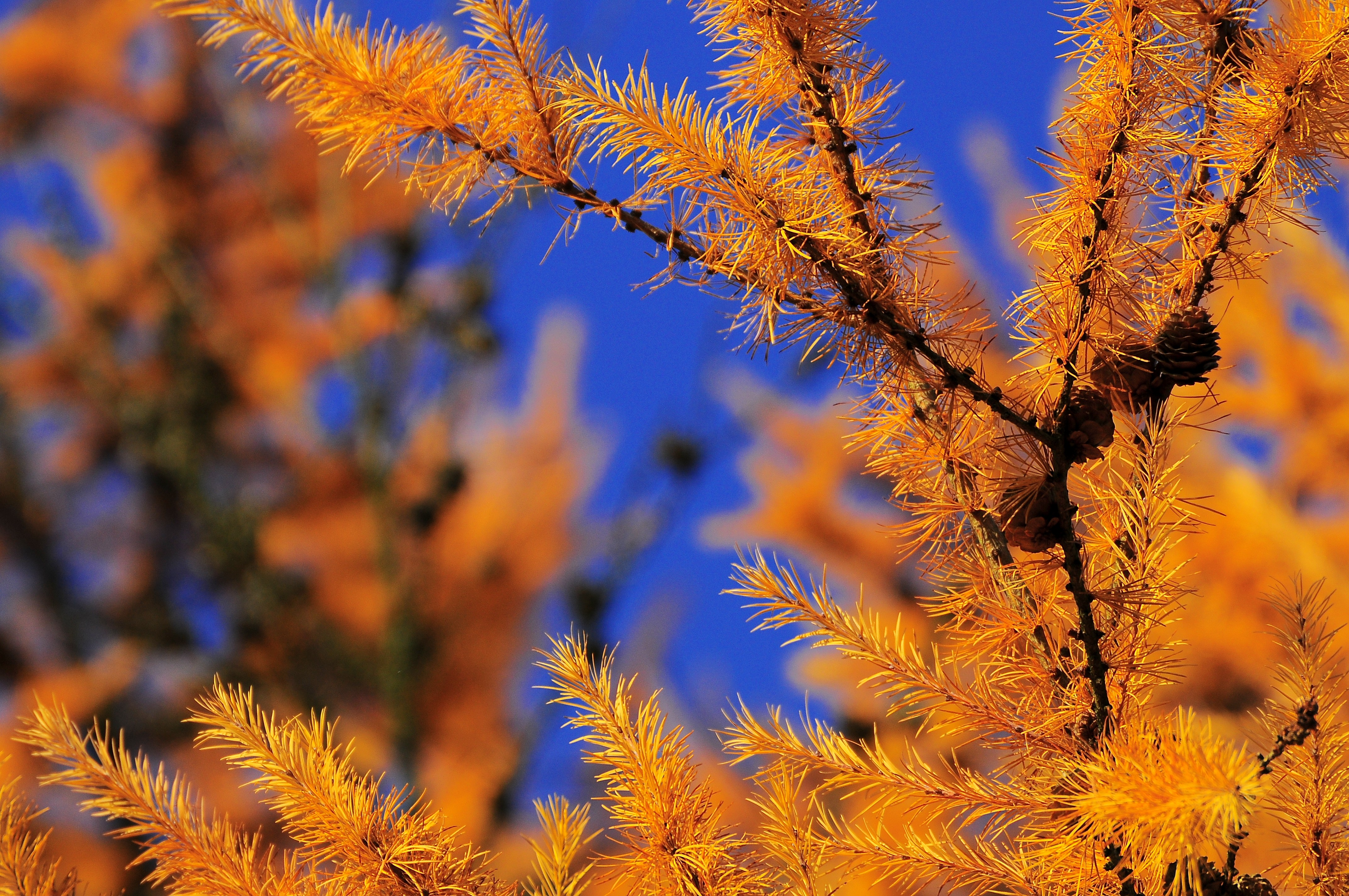
Aiguilles du mélèze d'Europe en automne.
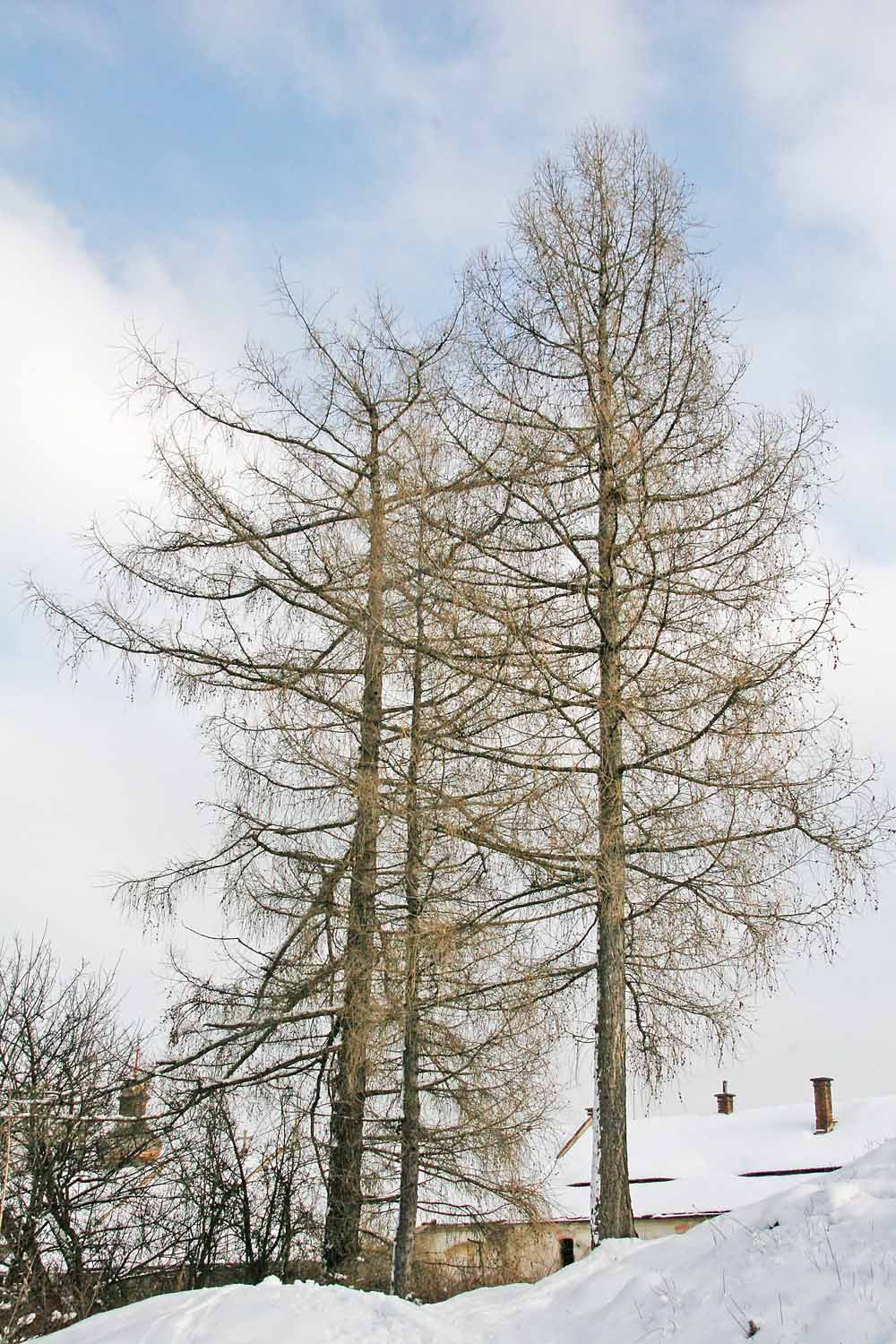
Mélèze d'Europe en hiver.
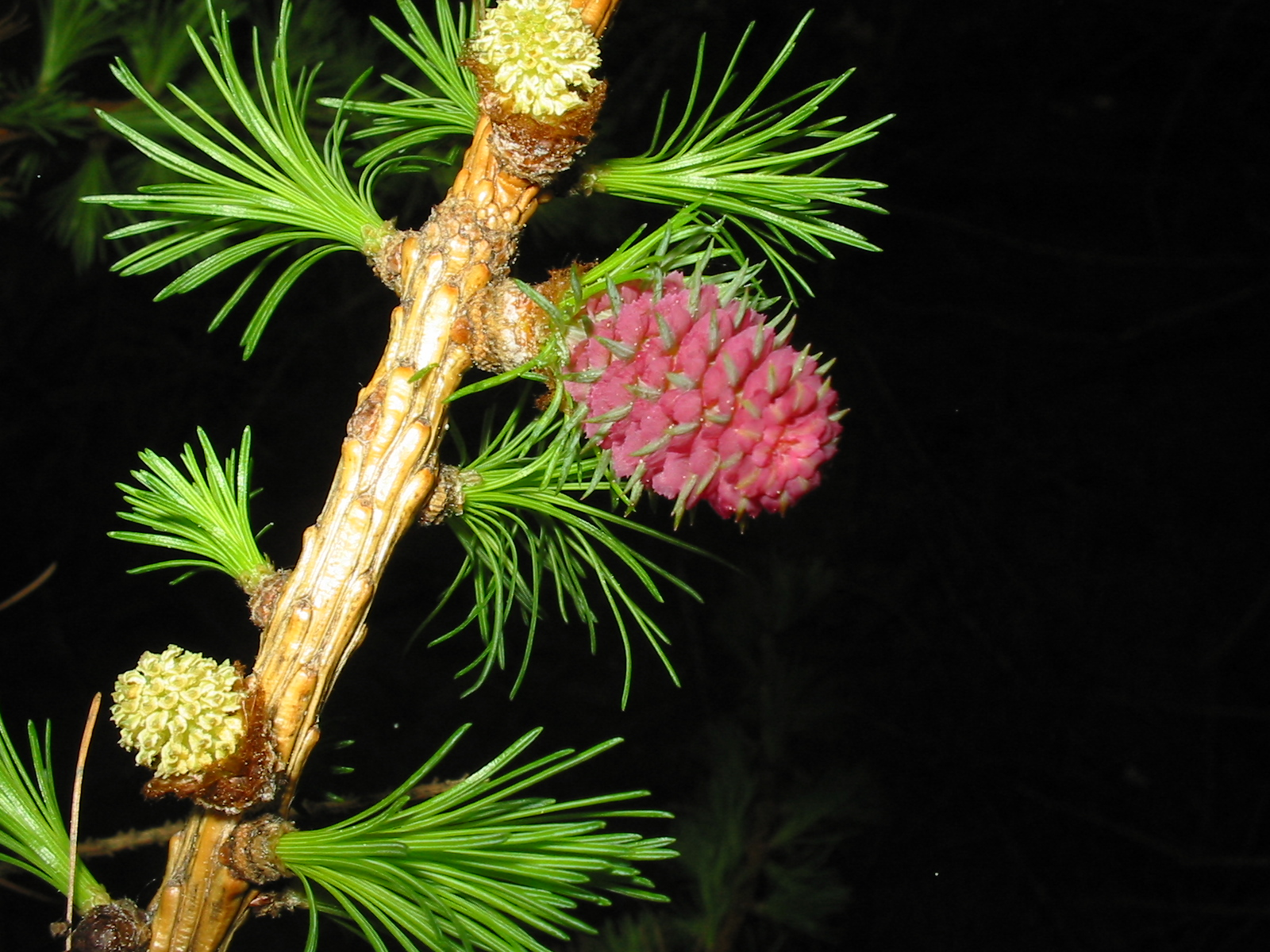
Cône femelle jeune (rose) entouré de deux cônes mâles (jaunes).
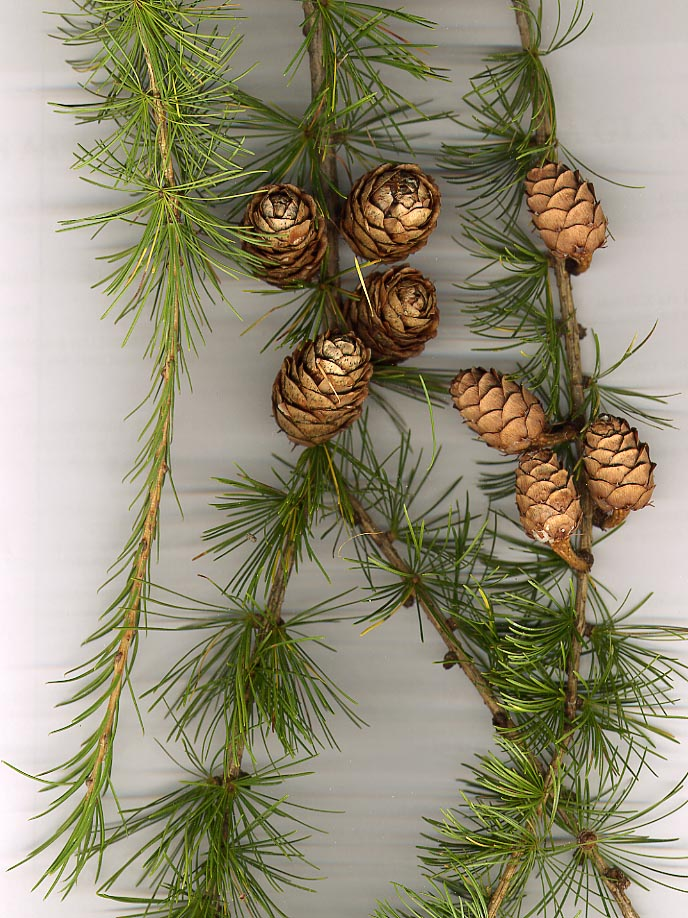
Cônes femelles à maturité.
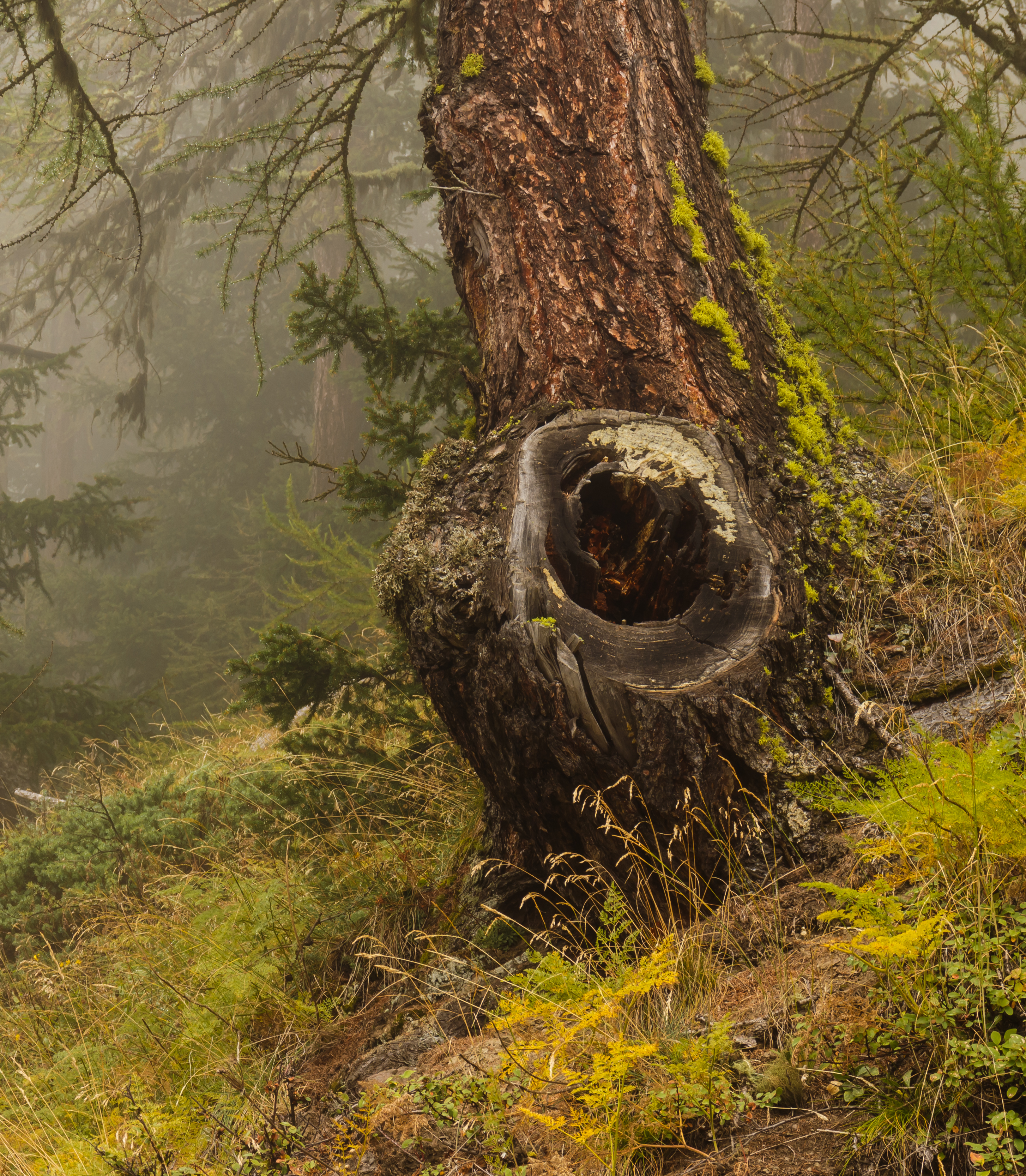
Le pied d'un mélèze d'Europe, dans la vallée d'Aoste. Septembre 2015.
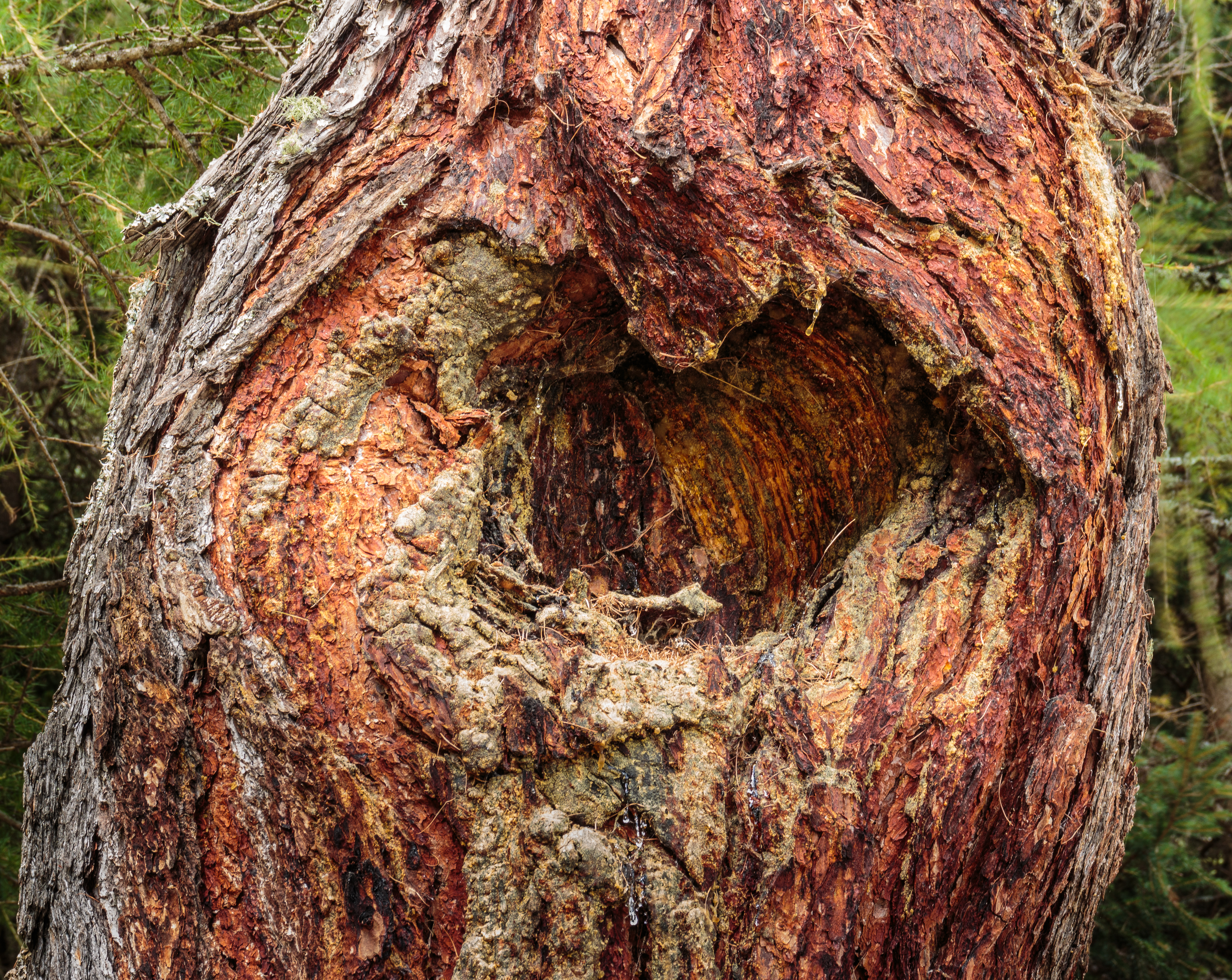
Un trou dans un larix decidua, au parc national du Stelvio, Italie. Septembre 2016.

### Appareil végétatif
L'arbre atteint une taille comprise entre 30 et 40 mètres de haut,. L'écorce du mélèze est grisâtre, crevassée, et très épaisse sur les vieux arbres.
Les mélèzes sont les seuls conifères d'Europe qui perdent leurs aiguilles en hiver. Alors que les épicéas, les pins et les sapins les conservent en hiver, les aiguilles de mélèze, comme les feuilles des feuillus, roussissent  en automne et chutent en hiver. Ces aiguilles sont peu coriaces, insérées en rosette sur les rameaux courts ou isolément sur les rameaux longs. Elles se concentrent par touffes composées de 35 à 40 aiguilles le long des rameaux.

### Appareil reproducteur
De mars à juillet, le mélèze commence par fabriquer les cônes mâle et femelle, ensuite les aiguilles poussent et quand le cône femelle est pollinisé, les branches du mélèze croissent.
Les cônes mâles sont nombreux, petits et jaunâtres ; à maturité, ils pendent au-dessous des rameaux. Les cônes femelles, rose vif lorsqu'ils sont jeunes, sont bruns à maturité, relativement petits (de 20 à 35 mm), de forme ovoïde, en position dressée, à écailles minces, ils restent longtemps attachés sur l'arbre.
L’été fini, les cônes libèrent leurs graines brunes (3 à 4 mm). Ils sont souvent aidés dans la dissémination des graines par les écureuils, les pics (pic épeiche ou pic vert) ou encore les becs-croisés.

## Répartition et habitat

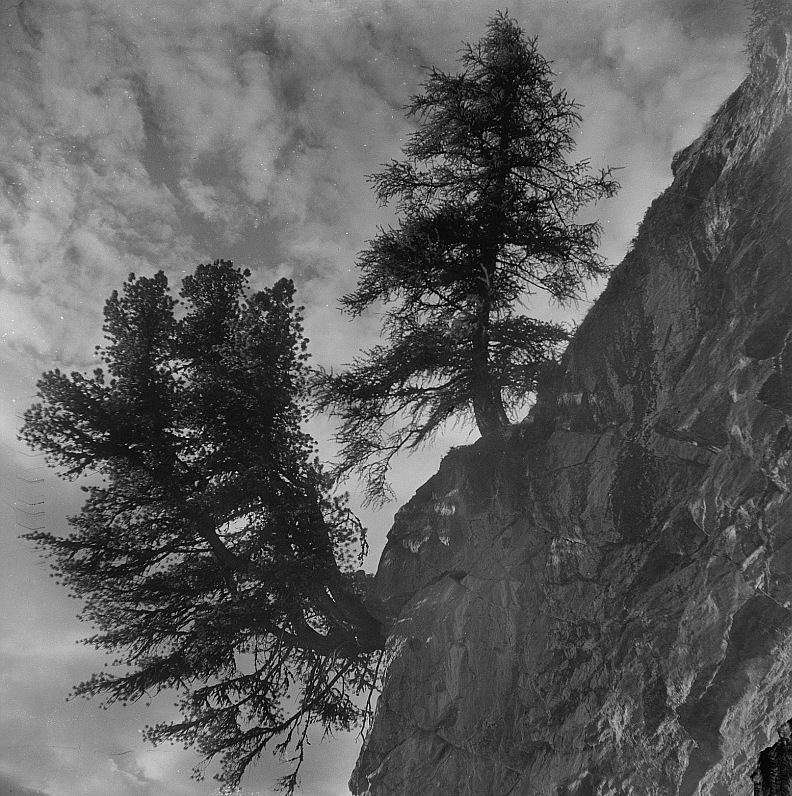
Mélèzes d'Europe poussant sur l'à-pic d'une falaise (Allgäu, Bavière).

### Répartition
C'est une espèce pionnière (elle se développe sur des sols pauvres qu'elle contribue à enrichir). Les plus grandes formations naturelles se situent en Europe centrale. Le mélèze croît dans les Alpes entre 1400 et 2 400 m et entre 300 et 1 500 M dans l'est de l'Europe. En France, on le trouve surtout dans le Briançonnais, le Queyras, l'Ubaye, le Dévoluy, le Mercantour, introduit en dehors des Alpes où il est endémique ; il s'accompagne du pin sylvestre en dessous de 1 400 m en adret, du pin cembro au-dessus de 2 000 m en ubac et de l'épicéa, et çà et là du sorbier des oiseaux et de l'érable champêtre.
Mais cette espèce montagnarde a été implantée en plaine par l'homme afin de profiter de ses avantages économiques (bois) et écologiques (espèce pionnière capable d'améliorer les sols) (voir le paragraphe "Utilisation"). Ainsi, il n’est pas rare de le rencontrer en France dans le Limousin, en Bretagne et dans les Ardennes belges; il est abondant dans les plaines et collines du nord de l’Allemagne, au Pays de Galles et en Écosse au Royaume-Uni, en Irlande, au Danemark et dans les pays d’Europe centrale. Il a commencé à être cultivé en Grande-Bretagne en 1629.

### Habitat
Le mélèze se plait dans le froid et, en tant qu'espèce pionnière, il a tendance à coloniser de nouveaux territoires si les conditions y sont propices. Dans les montagnes où le pastoralisme a détruit toute végétation plus grande que la pelouse alpine, le mélèze revient peu à peu, et ouvre la voie aux autres conifères. Souvent sur le versant nord des montagnes (en ubac), il aime avoir les pieds au frais et la tête au soleil.
- sol :

Le mélèze d'Europe est relativement indifférent à la composition chimique des sols, et se rencontre aussi bien sur des substrats acides que sur du calcaire. Il ne supporte par contre pas les sols compacts et hydromorphes et s'accommode volontiers de secteurs rocailleux pourvu qu'ils soient bien drainés, comme les sites abrupts des versants montagneux.
- pluviosité :

Le mélèze est très tolérant à ce point de vue : il prospère aussi bien dans l'humide vallée de Chamonix que dans le sec Briançonnais ; mais une trop grande pluviosité lui est défavorable, en facilitant son infestation par le chancre du mélèze Lachnellula willkommii : d'où son absence dans les Préalpes du nord (trop humides) et sa préférence pour le climat subalpin (air sec et ensoleillé). Inversement, il semble limité en direction du midi par les sécheresses d'été trop prononcées (alimentation en eau insuffisante lorsque l'arbre est feuillé).
- température :

Le mélèze tolère des variations thermiques brusques et accentuées (fréquentes à l'étage subalpin où l'on note facilement des écarts journaliers s'étendant sur 30 à 50 °C). Il admet des minima fort bas et des maxima très élevés (ces derniers à condition d'une alimentation en eau suffisante).
- vent :

Le mélèze supporte sans dommage les vents les plus violents (rareté des chablis dans les mélézins).

### Extension des populations en France et en Suisse
En France, les mélèzes sont largement répandus dans les Alpes du sud, où ils doivent leur développement au pastoralisme, qui durant des siècles a façonné les alpages. En effet, le mélézin est caractérisé par la richesse de son sous-bois.
Sa présence en Suisse, où il représente environ 4 % de l'ensemble des arbres du pays, se limite principalement au Valais, aux vallées tessinoises et aux Grisons (Engadine, Münstertal, Poschiavo). Bien qu'il soit capable de grandir à toute altitude, dans ce pays, près de 3 individus sur 4 (73 %) croissent au-dessus de 1 400 mètres, généralement sur des pentes raides. Les plus gros mélèzes d'Europe sont situés sur l'alpage de Balavaud (Isérables) en Valais, qui regroupe 250 mélèzes âgés de 300 à plus de 800 ans et mesurant de 10 à 12 m de circonférence.
L'importance des mélèzes, au regard des conditions écologiques, provient du surpâturage antérieur à 1830-1850. Les peuplements de mélèzes étaient alors très lâches et l'érosion intense. La constitution de boisements productifs est la conséquence directe d'un fort exode.
Cependant, les conditions qui ont favorisé le mélèze, d'abord des boisements très clairs, surpaturés et érodés, puis une émigration brutale, sont historiques. Dès lors, la régénération du mélèze est complexe, car il est intéressant de conserver à la fois un peuplement riche, une limitation de l'érosion et une essence pionnière dont l'extension est écologiquement anormale. N'étant pas une formation climacique, le mélézin exige une intervention constante et active, faute de quoi il disparaîtrait au profit d'autres associations végétales plus stables, mais d'un intérêt écologique bien moindre.

## Parasitisme
Le mélèze est très sensible aux insectes particulièrement aux défoliateurs : les tordeuses grises, le coléophore (mineuse des aiguilles) et la nonne, le grand scolyte du mélèze.  Le  typographe et le dendroctone sont plutôt secondaires. Les papillons de nuit comme le bombyx du chêne et le bombyx disparate se nourrissent également de mélèze.
Dans les Alpes françaises ainsi que dans le Piémont italien, quelques espèces de mouches du genre Strobilomyia parasitent les cônes de Mélèze d'Europe où les larves font un tunnel d'alimentation en spirale autour de l'axe du cône. Les adultes, peu visibles, ont été décrits tardivement. L'impact sur les peuplements naturels ou de production peut être très important. En dehors de ces régions, les reboisements artificiels de France semblent indemnes à l'exception du sud du Massif-Central
D'autres parasites sont les champignons : le chancre, le fomès, les armillaire, rouilles et polypores. Il est également assez sensible à la pollution du fluor, de l'ozone et du dioxyde de soufre.

## Taxonomie

### Noms vernaculaires
Larix est le nom de cet arbre en latin classique. Mélèze serait d'origine dauphinoise.

### Variétés et cultivars

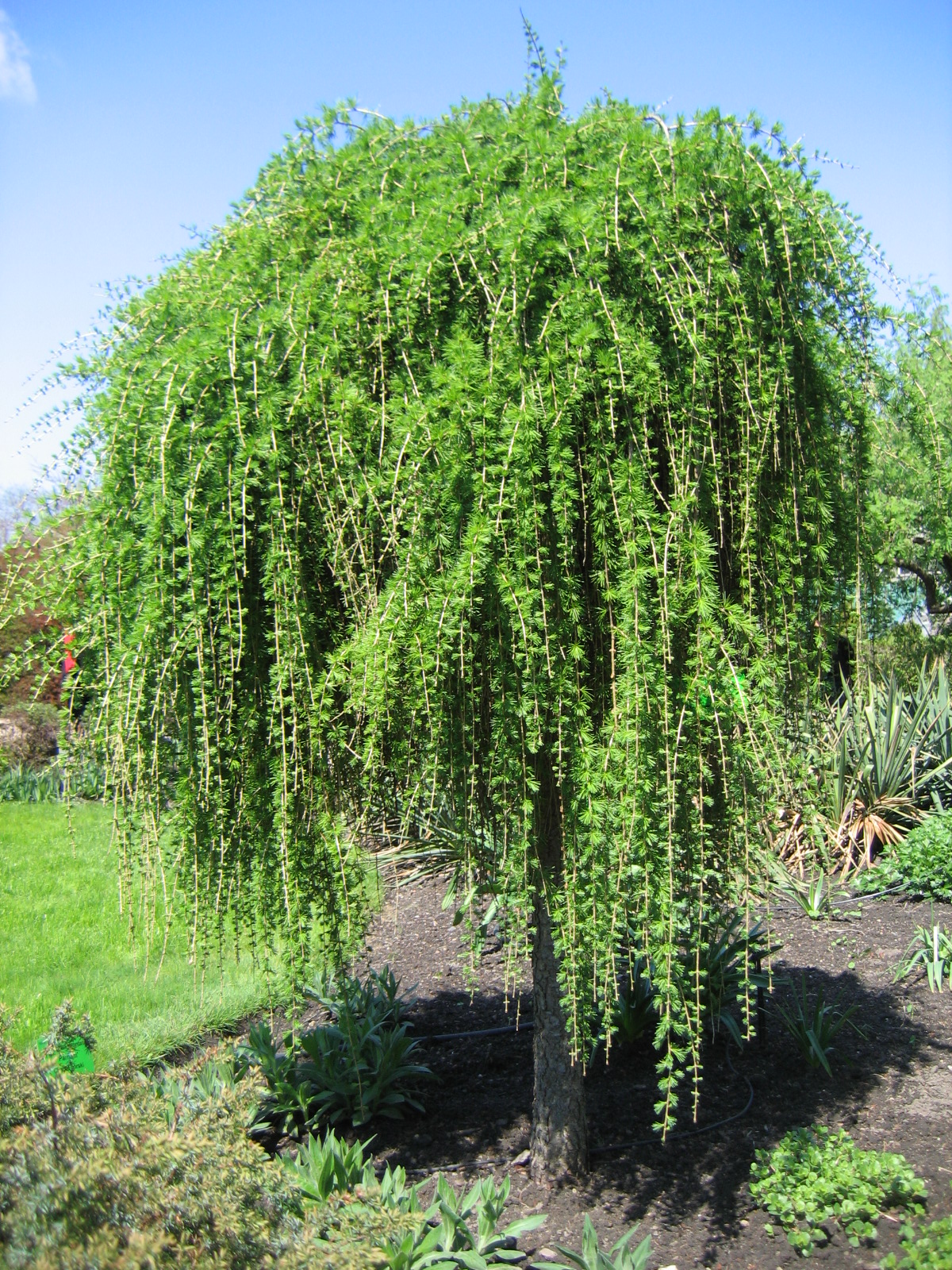
Cultivar Larix decidua 'repens'.

Il existe plusieurs variétés et cultivars dans cette espèce.
- Larix × eurolepis Henry ;
- Larix decidua var. polonica.

## Le mélèze d'Europe et l'Homme

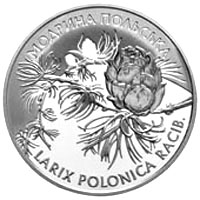
Pièce ukrainienne figurant Larix decidua var. polonica.

### Le mélèze d'Europe dans la culture
La variété Larix decidua var. polonica figure sur des pièces commémoratives d'Ukraine d'une valeur de 2 et 10 hryvnias. Il figure aussi, de manière stylisée, sur un timbre allemand de 1979 d'une valeur de 40 + 20 pfennigs.
Les femmes des montagnes : 
En Autriche, de nombreuses légendes racontent les aventures des bergers et des femmes de la montagne qui habitent les mélèzes. Près de Graun, au Tyrol, la Salgfraulein, habillée de blanc, chante sous un vieux mélèze. Elle habite sous les blocs de rochers qu'enserrent ses racines et elle est bien plus belle que les femmes réelles. Elle séduisait un berger et le conduisait dans sa grotte.
Là, il y avait des rangées entières de chamois devant des crèches.
- Voici mes troupeaux, lui dit-elle.
En Suisse, on racontait la même histoire avec un chasseur, en ajoutant qu'elle demandait à l'homme de ne plus tuer son bétail et de manger plutôt du fromage.
Ces femmes de la haute montagne veillent à ce que l'équilibre écologique soit sauvegardé.

### Utilisation
Le bois du mélèze peut être utilisé en charpente, menuiserie intérieure et extérieure, déroulage, tranchage, panneaux de particules, bordage, clôture.
Le mélèze a aussi des propriétés médicinales grâce à ses aiguilles. La manne de Briançon sert à faire augmenter les globules blancs ; sa résine, la térébenthine de Venise  agit comme antiseptique.

#### Bois

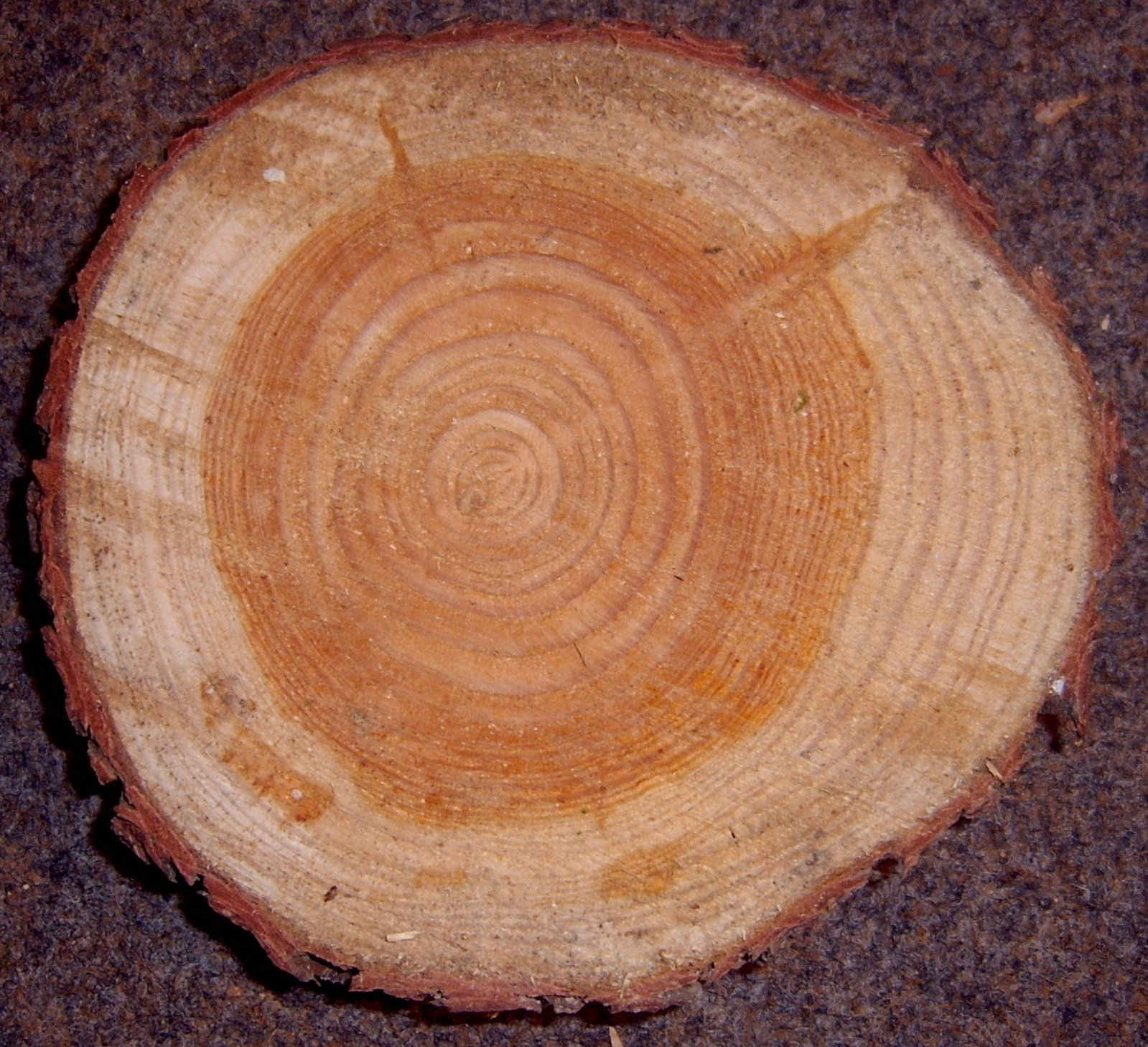
Bois de mélèze d'Europe.

Le bois de mélèze a un aubier différencié (cernes étroits et réguliers), avec de petits canaux résinifères pas toujours visibles. Il est imputrescible et son bois de cœur est de bonne qualité. De ce fait, il est utilisé pour faire des toits de maison (en bardeaux de mélèze) ou encore des gouttières. Ainsi, dans les villages entourés de mélézins, traditionnellement, les toits et les granges étaient faits en mélèze. Depuis plus d’un siècle[précision nécessaire], les forestiers ont montré un intérêt tout particulier pour le mélèze (Larix sp.)[précision nécessaire] et l’utilisent en reboisement hors de son aire naturelle. Cette essence présente en effet de très nombreux atouts liés, entre autres, à sa rusticité, à son fort potentiel de croissance et à sa valeur paysagère mais surtout à la qualité de son bois. Parmi les bois de conifères, le bois de mélèze est original à deux égards : forte durabilité naturelle et excellentes propriétés mécaniques le font apprécier pour ses usages en structure et en conditions extérieures. C’est pour cela qu’il est fréquemment appelé le « chêne des montagnes » (Collardet et Besset, 1988)[précision nécessaire].
Toutes ces raisons ont poussé les forestiers à « sortir » le mélèze de son aire naturelle montagnarde (Alpes, Sudètes, Tatras) et à l’introduire en régions de plaine et de collines, parfois très loin de son aire naturelle (voir le paragraphe Répartition). Ce transfert ne s’est cependant pas fait sans difficulté, car les plantations de plaine, réalisées à partir d'individus alpins mal adaptés, ont souffert de problèmes sanitaires sévères liés au chancre. Il a fallu attendre les premiers résultats des travaux des améliorateurs forestiers dans les années cinquante, pour voir s’utiliser en reboisement des espèces, races et variétés mieux adaptées à ces nouvelles conditions écologiques. Désormais, une grande partie de la ressource en bois de mélèze est localisée en régions de basses altitudes, loin de la ressource traditionnelle du massif alpin. À l’échelle de l’Europe, ce nouveau mélézin est déjà au moins deux à trois fois plus vaste que le mélézin alpin et il est caractérisé par un très grand potentiel de production : à titre d’exemple, en France, la production annuelle totale de bois en plaine est en moyenne équivalente à celle produite dans les Alpes mais sur une surface plus de trois fois moindre.

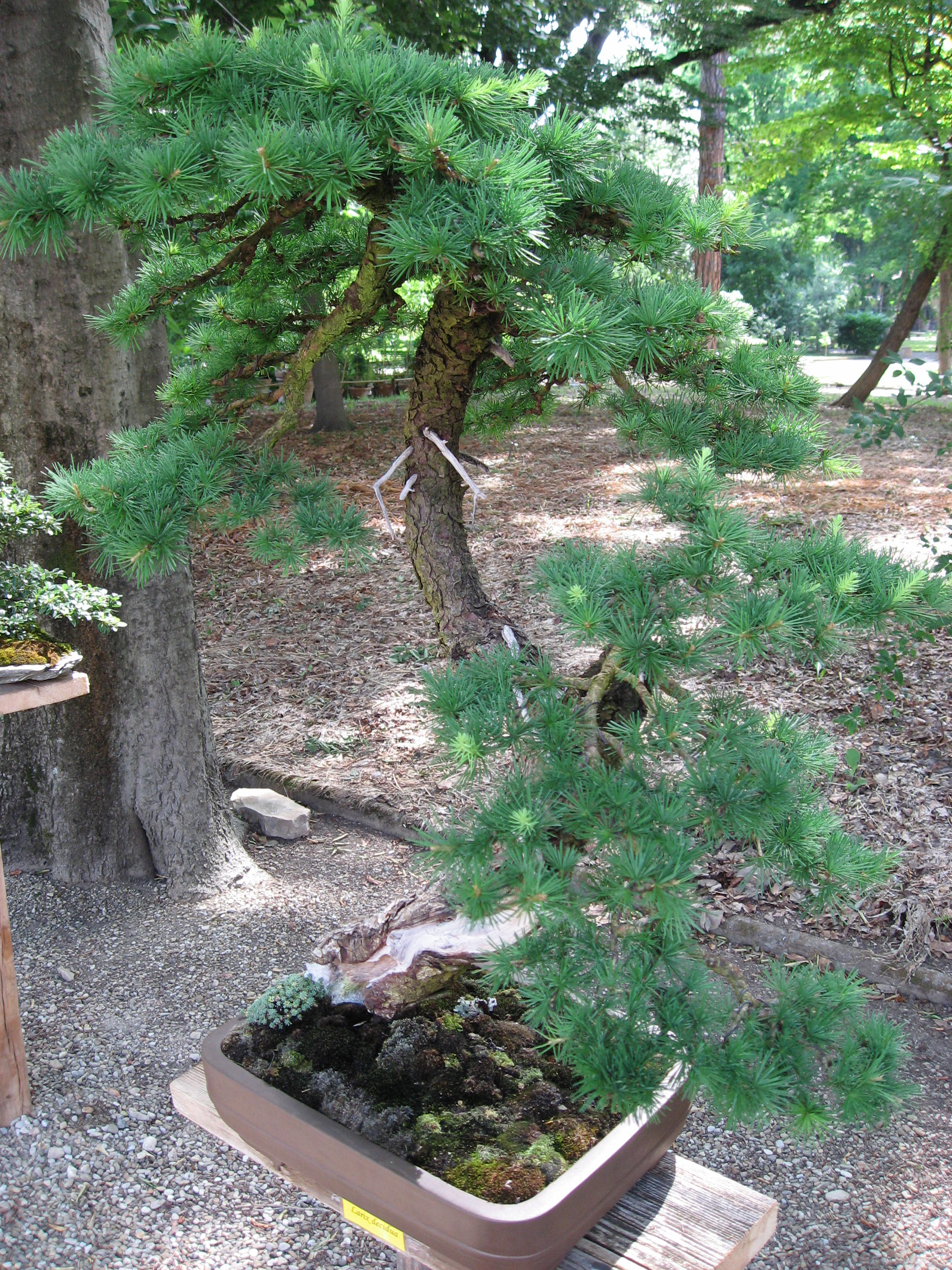
Mélèze d'Europe en bonsaï.

Cette nouvelle ressource est produite et exploitée dans des conditions beaucoup plus favorables que la ressource alpine de montagne : conditions écologiques moins sévères, boisement à partir de variétés issues du progrès génétique (hybrides interspécifiques, races de mélèze d’Europe, d’Europe centrale), sylviculture plus intensive et meilleure accessibilité lors de l’exploitation. Cette nouvelle ressource apparaît donc a priori comme une réponse à la pénurie de bois en provenance des zones de montagne. Malheureusement, cette ressource est peu ou mal connue tant des utilisateurs traditionnels du mélèze dans son aire naturelle que des utilisateurs potentiels installés en plaine. L’un et l’autre se montrent méfiants face à une ressource « étrangère » ou à une essence « nouvelle » dont ils ne connaissent pas les propriétés. De plus, en plaine, les reboiseurs, pourtant très enthousiastes quant aux qualités biologiques et sylvicoles de cette essence, hésitent à étendre davantage leurs plantations, craignant que ce nouveau matériau à forte croissance ne trouve pas un débouché suffisamment rémunérateur.
En réponse à ces interrogations, la recherche forestière a décidé de multiplier ses efforts, soutenue en cela par l’Union européenne dans le cadre du programme FAIR 1. Un projet-filière, appelé « Towards a European Larch Wood Chain » a été créé autour de quatre thèmes principaux de recherche incluant « Technologie du bois », « Sylviculture », « Génétique et Amélioration » et « Technique de production en masse des variétés améliorées ». Dix instituts de recherche et trois partenaires industriels de neuf pays différents (Allemagne, Autriche, Belgique, France, Grande-Bretagne, Irlande, Italie, République tchèque, Suède) participent à ce projet coordonné par l’Institut national de la recherche agronomique d’Orléans. L’objectif général est de promouvoir le mélèze et son bois et de participer à son extension en Europe en améliorant les connaissances sur sa biologie, ses exigences écologiques et sur son bois.

#### Autres
Par croisement avec le mélèze du Japon, on obtient le mélèze hybride  (Larix × eurolepis Henry)
Le mélèze d'Europe peut être cultivé en bonsaï.